# Obligación acumulativa
Obligación acumulativa, cumulativa, conjuntiva o de simple objeto múltiple es aquella obligación en que la prestación está formada por dos o más objetos, debiendo entregarse todos ellos para que la obligación se estime cumplida. La obligación no estará cumplida mientras no se satisfagan todos los objetos debidos. La obligación acumulativa se caracteriza por la conjunción copulativa «y». Por ejemplo, el deudor debe a su acreedor una vaca y un caballo. Las obligaciones acumulativas constituyen la regla general en materia de obligaciones compuestas, dado que a las obligaciones facultativas y alternativas les conciernen modalidades (son accidentales y excepcionales).

## Efectos de las obligaciones acumulativas
- El deudor cumple pagando todas las cosas debidas.
- Si hay pérdida fortuita de un cuerpo cierto, esa obligación se extingue por el modo pérdida de la cosa debida, pero si la otra obligación es de género, no se extingue, pues el género no perece.
- Si la pérdida es culpable, el deudor debe pagar el precio de la cosa más la indemnización.